# Epuraea pygmaea
Epuraea pygmaea är en skalbaggsart som först beskrevs av Leonard Gyllenhaal 1808.  Epuraea pygmaea ingår i släktet Epuraea, och familjen glansbaggar. Arten är reproducerande i Sverige.